# Сръбските земи под османско владичество
Османската власт над сръбските земи продължава фактически за период от около пет века (1389–1912). 
Части от територията на днешна Сърбия, като Босна и Херцеговина с Новопазарския санджак, са част от Османската империя до 1912 г., т.е. до края на балканските войни. Номинално, т.е. по закон, днешна Сърбия е независима държава от 1878 г. по силата на решение от Берлинския конгрес, макар че де факто независимостта датира от 1804 г., т.е. с началото на първото сръбско въстание, а първият османски държавен акт – хатишериф (1830), с който се признава сръбска автономия е от 1830 г. 
Процесът на поставяне на сръбските земи под османска власт започва със загубата на известната косовска битка, предвид на обстоятелството, че в нея вземат участие воини на краля на Босна – Твърдко I, а Моравското деспотство владее бившите земи на великия жупан Никола Алтоманович от есента на 1373 г.
В 1459 г. Моравското деспотство престава да съществува, след което последователно са завладени от османците Босна (завоюване на Босна) и Херцеговина. Със завладяването на Черна гора през 1499 г. от османците, всички средновековни сръбски земи на Балкана с изключение тези в състава на Дубровнишката република, са поставени под властта на падишаха.
През 1557 г., а може би и по-рано, е възстановена под натиска на Рюстем паша – Печката патриаршия, а през 1580 г., т.е. в края на известната стогодишна хърватско-османска война и преди дългата война, завършва османското институционализиране на сръбските земи в Босненски еялет на Балкана.
Много сърби от средновековните сръбски земи се преселват по военната граница, придавайки нов етнически облик на земите по тази граница, която е с менящи се параметри и периметър.